# 宮崎神社 (岡崎市)

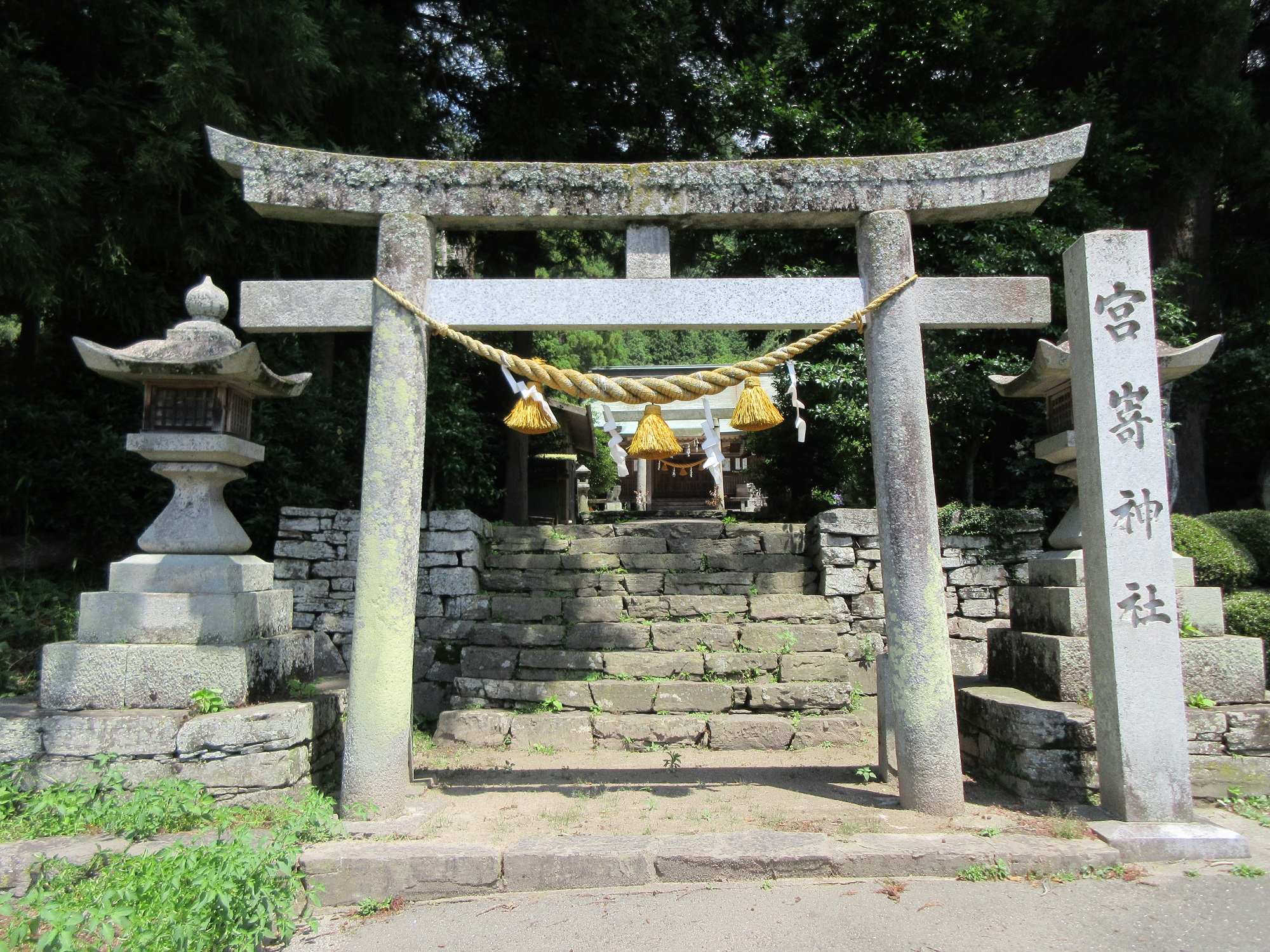
鳥居

宮崎神社（みやざきじんじゃ）は、愛知県岡崎市明見町字田代にある神社。

## 概要
祭神は須佐之男命、迦具土命、保食命、大物主命、瀬織津姫命、仁徳天皇、国狭槌命、金山彦命、豊受姫命、白山姫命、天照皇大御神。
明治当初、宮崎神社と改称した。1877年（明治10年）、秋葉社、稲荷社、金山社等が合祀され、白山姫命を1913年（大正2年）に合祀し、1916年（大正5年）には神饌幣帛料供進神社に指定された。
本殿は、桁行1間、梁間1間、一間社流造、こけら葺きである。虹梁の絵様等からみて元禄～宝永年間（1688年～1711年）頃の建立と推定される。
拝殿と幣殿は1922年（大正11年）、棟梁林亀治正矩により建立された。

## オトウダイコン
旧暦11月1日に「オトウの神事」と呼ばれる神迎え神事が行われる。これは、早朝に集まった住民が真っ黒になるまで煮込んだ大根をまるごと1本ずつ食べるというもの。宮崎神社の氏子全体の行事としてではなく、明見町のみの行事として行われる。400年以上前、明見一帯を治めていた奥平一族が合戦の勝利を祝って農民たちに黒い大根を振る舞ったことから始まったと言い伝えられている。
3日前から輪切り大根の味噌煮（オトウダイコン）の準備が始まる。真っ黒になるまで一昼夜かけて煮込んだオトウダイコンと、洗米をすり鉢ですって液状にしたオシロジロを隣にある明見集会場で食す。